# British Poker Open 2019

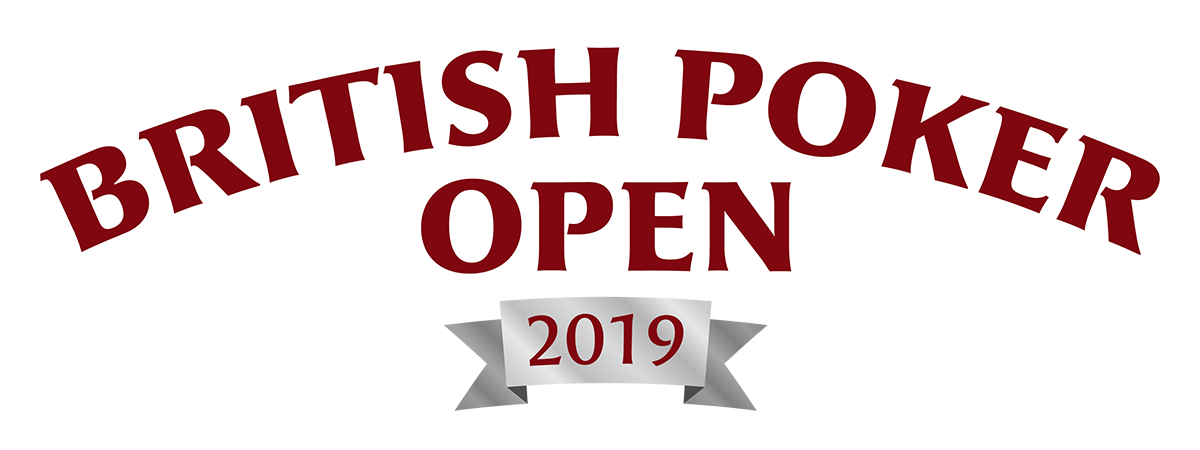
Logo der British Poker Open 2019

Die British Poker Open 2019 waren die erste Austragung dieser Pokerturnierserie und wurden von Poker Central veranstaltet. Die zehn High-Roller-Turniere mit Buy-ins zwischen 10.000 und 100.000 Pfund Sterling wurden vom 2. bis 12. September 2019 im Aspers Casino in London ausgespielt.

## Struktur
Von den zehn Turnieren wurden acht in der Variante No Limit Hold’em ausgetragen, wobei einmal mit Short Deck gespielt wurde. Zudem gab es zwei Events in Pot Limit Omaha. Aufgrund des hohen Buy-ins waren bei den Turnieren lediglich die weltbesten Pokerspieler sowie reiche Geschäftsmänner anzutreffen. Die Turniere waren auf zwei Tage ausgelegt. Bei den ersten acht Events waren den Spielern zwei Re-entries gestattet, bei den letzten beiden Turnieren war je ein Re-entry erlaubt. Sam Soverel sammelte über alle Turniere hinweg die meisten Punkte und gewann daher die British Poker Championship. Im Anschluss an die British Poker Open wurde an gleicher Stelle der Super High Roller Bowl London mit einem Buy-in von 250.000 Pfund ausgespielt.

## Turniere

### Übersicht
| #  | Turnierbeginn | Buy-in (in £) | Gebühr (in £) | Variante                    | Teilnehmer | Sieger              | Herkunft               | Preisgeld (in £) |
| -- | ------------- | ------------- | ------------- | --------------------------- | ---------- | ------------------- | ---------------------- | ---------------- |
| 1  | 2. Sep. 2019  | 010.000       | 0500          | No Limit Hold’em            | 26         | Lucas Greenwood     | Kanada                 | 119.600          |
| 2  | 3. Sep. 2019  | 010.000       | 0500          | Pot Limit Omaha             | 30         | George Wolff        | Vereinigte Staaten     | 120.000          |
| 3  | 4. Sep. 2019  | 010.000       | 0500          | No Limit Hold’em            | 46         | Paul Newey          | Vereinigtes Konigreich | 156.400          |
| 4  | 5. Sep. 2019  | 010.000       | 0500          | No Limit Hold’em Short Deck | 24         | Sam Greenwood       | Kanada                 | 110.400          |
| 5  | 6. Sep. 2019  | 025.000       | 1000          | No Limit Hold’em            | 28         | Sam Soverel         | Vereinigte Staaten     | 322.000          |
| 6  | 7. Sep. 2019  | 025.000       | 1000          | No Limit Hold’em            | 22         | Sergi Reixach       | Spanien                | 253.000          |
| 7  | 8. Sep. 2019  | 025.000       | 1000          | Pot Limit Omaha             | 15         | Stephen Chidwick    | Vereinigtes Konigreich | 202.500          |
| 8  | 9. Sep. 2019  | 025.000       | 1000          | No Limit Hold’em            | 13         | Sam Soverel         | Vereinigte Staaten     | 227.500          |
| 9  | 10. Sep. 2019 | 050.000       | 2000          | No Limit Hold’em            | 18         | Mikita Badsjakouski | Belarus                | 486.000          |
| 10 | 11. Sep. 2019 | 100.000       | 3000          | No Limit Hold’em            | 12         | Ben Tollerene       | Vereinigte Staaten     | 840.000          |

### #1 – No Limit Hold’em
Das erste Event wurde am 2. und 3. September 2019 in No Limit Hold’em gespielt. 26 Teilnehmer zahlten den Buy-in von 10.000 Pfund zuzüglich 500 Pfund Turniergebühr.
| Platz | Herkunft               | Spieler         | Preisgeld (in £) | Punkte |
| ----- | ---------------------- | --------------- | ---------------- | ------ |
| 1     | Kanada                 | Lucas Greenwood | 119.600          | 200    |
| 2     | Vereinigte Staaten     | Steve O’Dwyer   | 072.800          | 140    |
| 3     | Schweden               | Robert Flink    | 041.600          | 100    |
| 4     | Vereinigtes Konigreich | Sam Grafton     | 026.000          | 080    |

### #2 – Pot Limit Omaha
Das zweite Event wurde am 3. und 4. September 2019 in Pot Limit Omaha gespielt. 30 Teilnehmer zahlten den Buy-in von 10.000 Pfund zuzüglich 500 Pfund Turniergebühr.
| Platz | Herkunft               | Spieler           | Preisgeld (in £) | Punkte |
| ----- | ---------------------- | ----------------- | ---------------- | ------ |
| 1     | Vereinigte Staaten     | George Wolff      | 120.000          | 200    |
| 2     | Vereinigte Staaten     | Sam Soverel       | 078.000          | 140    |
| 3     | Vereinigtes Konigreich | Stephen Chidwick  | 048.000          | 100    |
| 4     | Vereinigtes Konigreich | Gavin Cochrane    | 030.000          | 080    |
| 5     | Finnland               | Joni Jouhkimainen | 024.000          | 060    |

### #3 – No Limit Hold’em

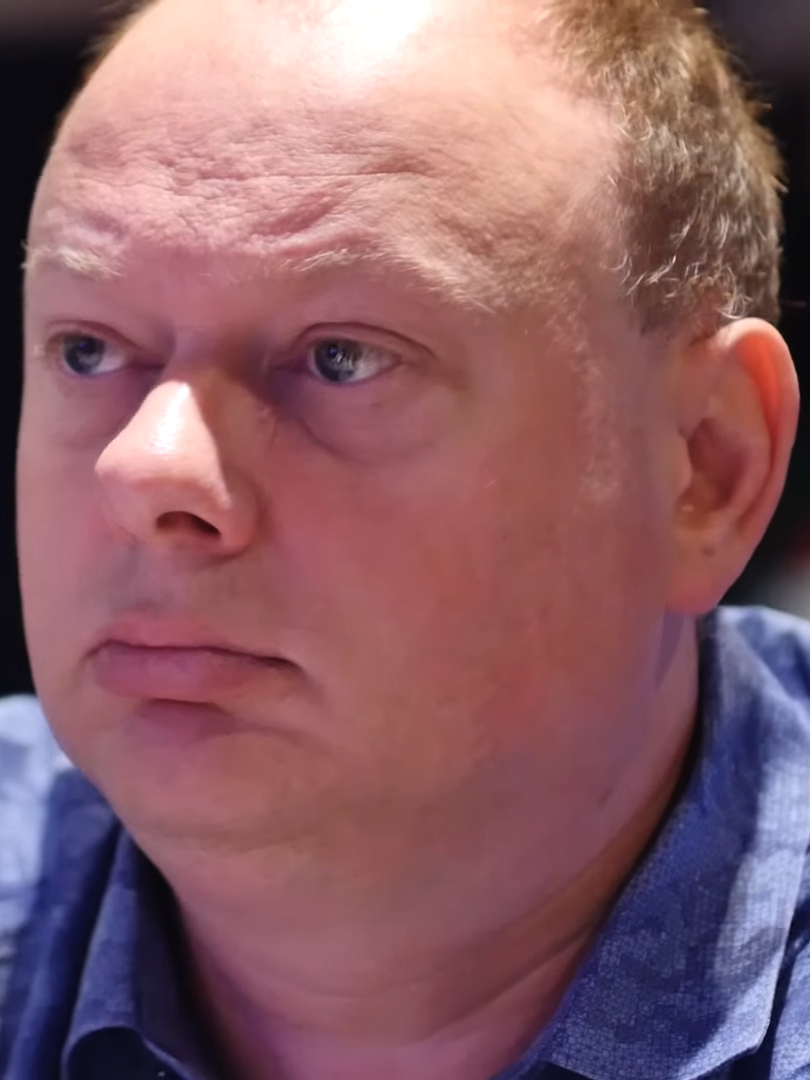
Paul Newey (2017)

Das dritte Event wurde am 4. und 5. September 2019 in No Limit Hold’em gespielt. 46 Teilnehmer zahlten den Buy-in von 10.000 Pfund zuzüglich 500 Pfund Turniergebühr.
| Platz | Herkunft               | Spieler             | Preisgeld (in £) | Punkte |
| ----- | ---------------------- | ------------------- | ---------------- | ------ |
| 1     | Vereinigtes Konigreich | Paul Newey          | 156.400          | 200    |
| 2     | Vereinigte Staaten     | Sam Soverel         | 101.200          | 140    |
| 3     | Vereinigte Staaten     | Elio Fox            | 069.000          | 100    |
| 4     | Belarus                | Mikita Badsjakouski | 046.000          | 080    |
| 5     | Kanada                 | Sam Greenwood       | 036.800          | 060    |
| 6     | Vereinigte Staaten     | Cary Katz           | 027.600          | 040    |
| 7     | Vereinigtes Konigreich | Stephen Chidwick    | 023.000          | 040    |

### #4 – No Limit Hold’em Short Deck

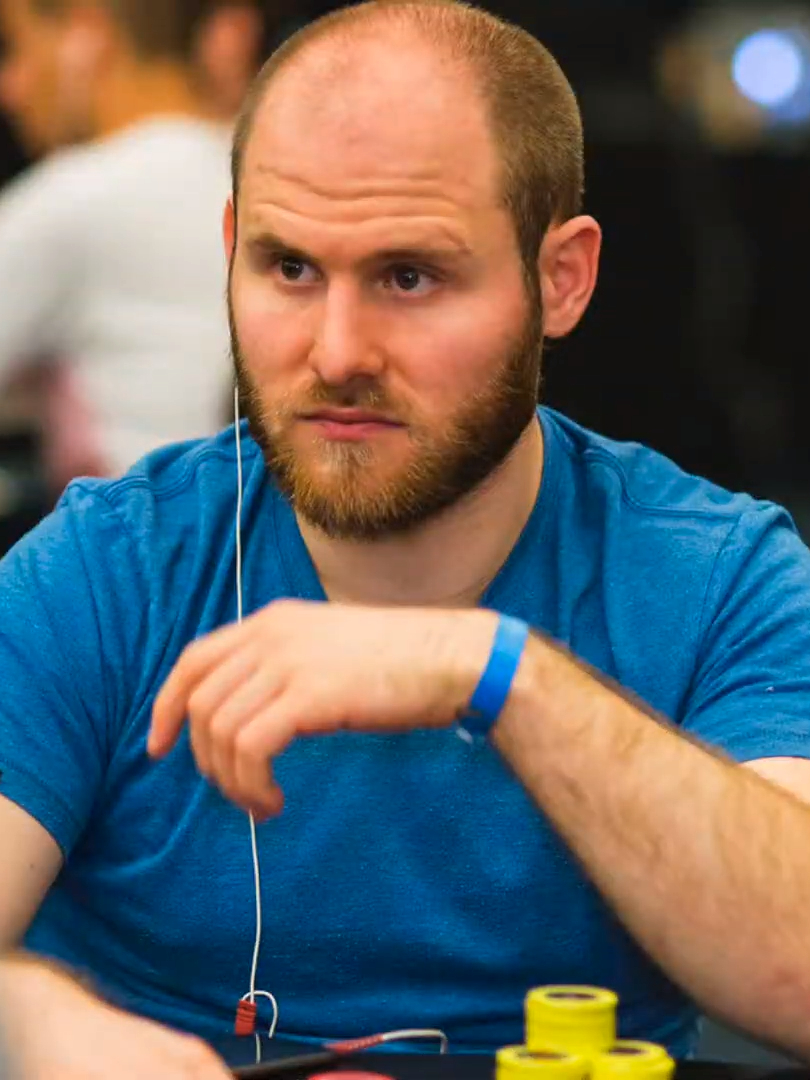
Sam Greenwood (2016)

Das vierte Event wurde am 5. und 6. September 2019 in No Limit Hold’em Short Deck gespielt. 24 Teilnehmer zahlten den Buy-in von 10.000 Pfund zuzüglich 500 Pfund Turniergebühr.
| Platz | Herkunft           | Spieler       | Preisgeld (in £) | Punkte |
| ----- | ------------------ | ------------- | ---------------- | ------ |
| 1     | Kanada             | Sam Greenwood | 110.400          | 200    |
| 2     | Schweden           | Robert Flink  | 067.200          | 140    |
| 3     | Hongkong           | Anson Tsang   | 038.400          | 100    |
| 4     | Vereinigte Staaten | Cary Katz     | 024.000          | 080    |

### #5 – No Limit Hold’em

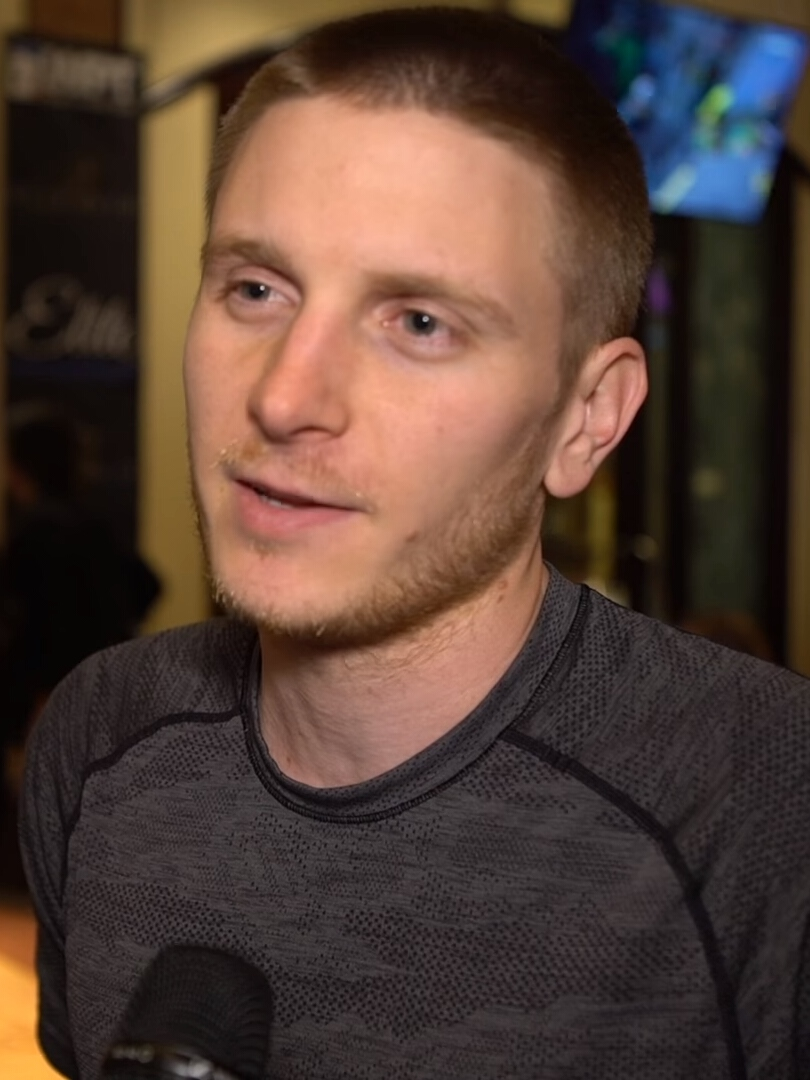
Sam Soverel (2018)

Das fünfte Event wurde am 6. und 7. September 2019 in No Limit Hold’em gespielt. 28 Teilnehmer zahlten den Buy-in von 25.000 Pfund zuzüglich 1000 Pfund Turniergebühr.
| Platz | Herkunft                | Spieler           | Preisgeld (in £) | Punkte |
| ----- | ----------------------- | ----------------- | ---------------- | ------ |
| 1     | Vereinigte Staaten      | Sam Soverel       | 322.000          | 200    |
| 2     | Deutschland             | Rainer Kempe      | 196.000          | 140    |
| 3     | Bosnien und Herzegowina | Almedin Imširović | 112.000          | 100    |
| 4     | Vereinigtes Konigreich  | Stephen Chidwick  | 070.000          | 080    |

### #6 – No Limit Hold’em
Das sechste Event wurde am 7. und 8. September 2019 in No Limit Hold’em gespielt. 22 Teilnehmer zahlten den Buy-in von 25.000 Pfund zuzüglich 1000 Pfund Turniergebühr.
| Platz | Herkunft               | Spieler       | Preisgeld (in £) | Punkte |
| ----- | ---------------------- | ------------- | ---------------- | ------ |
| 1     | Spanien                | Sergi Reixach | 253.000          | 200    |
| 2     | Kanada                 | Timothy Adams | 154.000          | 140    |
| 3     | Vereinigte Staaten     | Elio Fox      | 088.000          | 100    |
| 4     | Vereinigtes Konigreich | Michael Zhang | 055.000          | 080    |

### #7 – Pot Limit Omaha

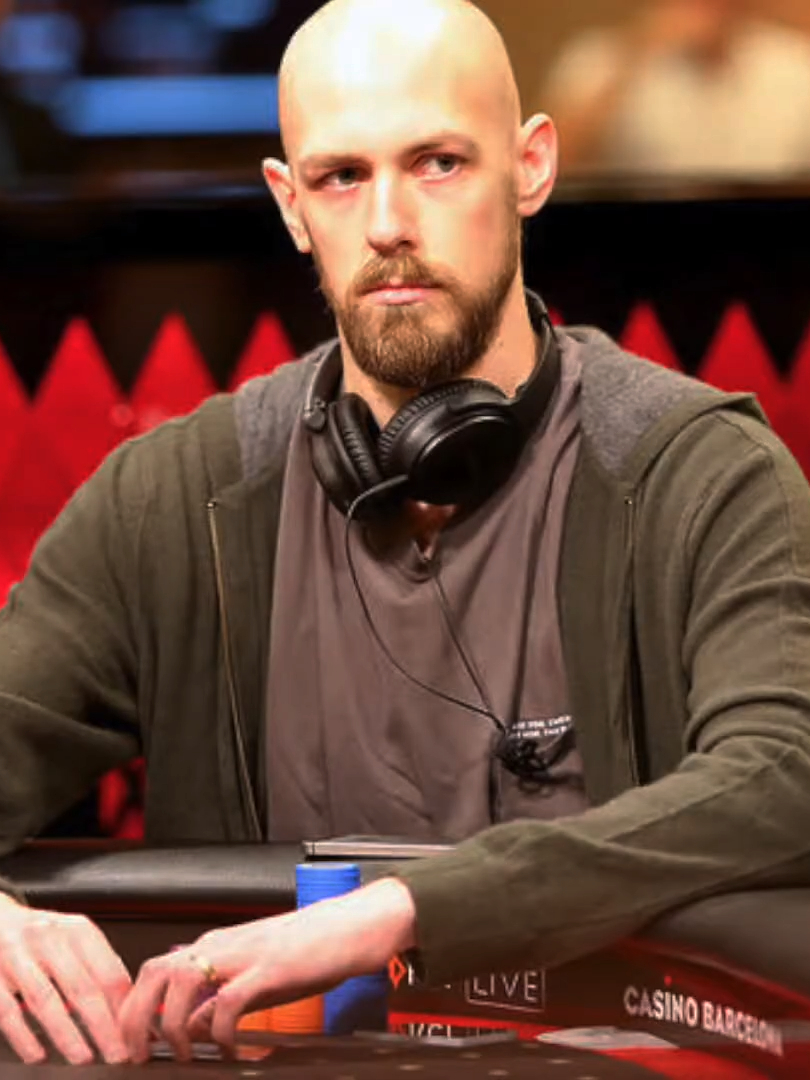
Stephen Chidwick (2018)

Das siebte Event wurde am 8. und 9. September 2019 in Pot Limit Omaha gespielt. 15 Teilnehmer zahlten den Buy-in von 25.000 Pfund zuzüglich 1000 Pfund Turniergebühr.
| Platz | Herkunft               | Spieler          | Preisgeld (in £) | Punkte |
| ----- | ---------------------- | ---------------- | ---------------- | ------ |
| 1     | Vereinigtes Konigreich | Stephen Chidwick | 202.500          | 200    |
| 2     | Vereinigte Staaten     | George Wolff     | 112.500          | 140    |
| 3     | Vereinigte Staaten     | Sam Soverel      | 060.000          | 100    |

### #8 – No Limit Hold’em
Das achte Event wurde am 9. September 2019 in No Limit Hold’em gespielt. 13 Teilnehmer zahlten den Buy-in von 25.000 Pfund zuzüglich 1000 Pfund Turniergebühr.
| Platz | Herkunft           | Spieler       | Preisgeld (in £) | Punkte |
| ----- | ------------------ | ------------- | ---------------- | ------ |
| 1     | Vereinigte Staaten | Sam Soverel   | 227.500          | 200    |
| 2     | Vereinigte Staaten | Steve O’Dwyer | 097.500          | 140    |

### #9 – No Limit Hold’em

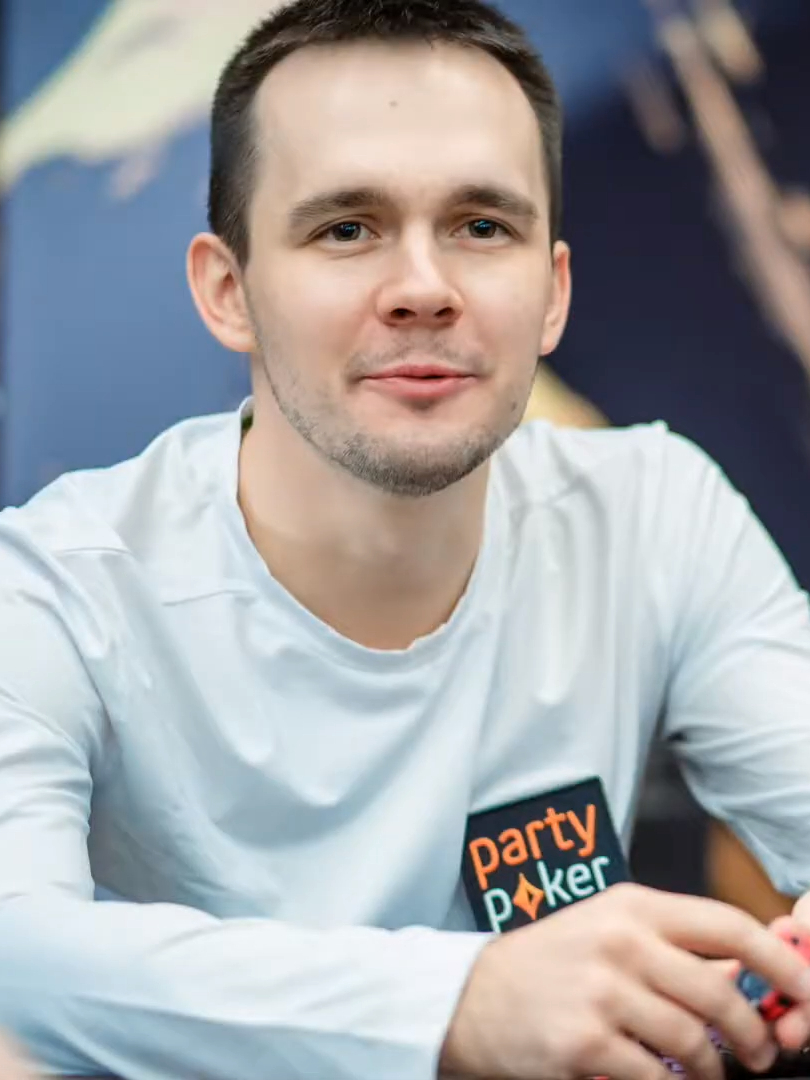
Mikita Badsjakouski (2020)

Das neunte Event wurde am 10. September 2019 in No Limit Hold’em gespielt. 18 Teilnehmer zahlten den Buy-in von 50.000 Pfund zuzüglich 2000 Pfund Turniergebühr.
| Platz | Herkunft           | Spieler             | Preisgeld (in £) | Punkte |
| ----- | ------------------ | ------------------- | ---------------- | ------ |
| 1     | Belarus            | Mikita Badsjakouski | 486.000          | 200    |
| 2     | Deutschland        | Christoph Vogelsang | 270.000          | 140    |
| 3     | Vereinigte Staaten | David Peters        | 144.000          | 100    |

### #10 – No Limit Hold’em

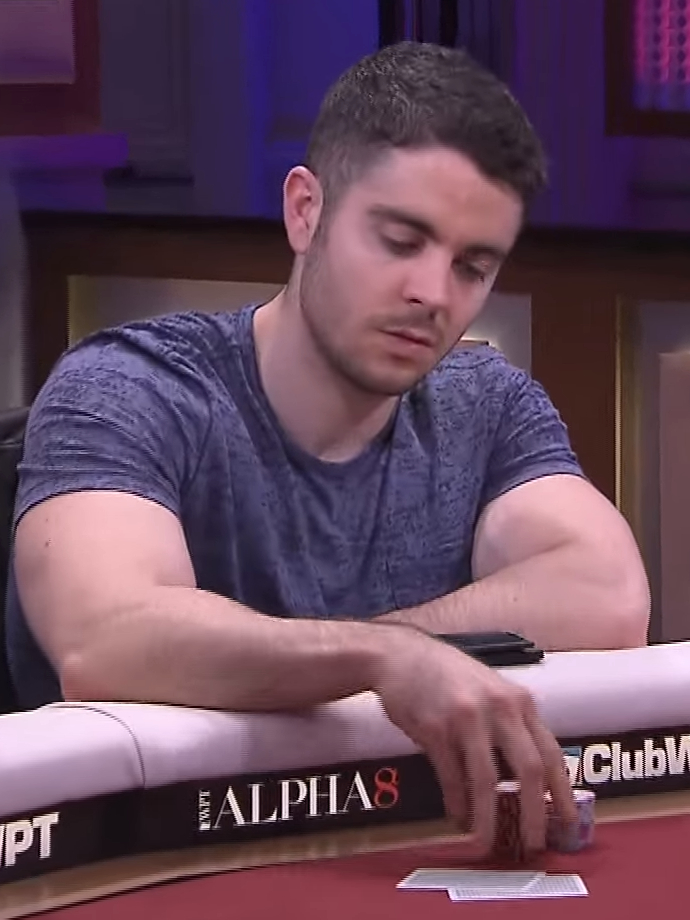
Ben Tollerene (2015)

Das zehnte Event wurde am 11. und 12. September 2019 in No Limit Hold’em gespielt. 12 Teilnehmer zahlten den Buy-in von 100.000 Pfund zuzüglich 3000 Pfund Turniergebühr.
| Platz | Herkunft           | Spieler       | Preisgeld (in £) | Punkte |
| ----- | ------------------ | ------------- | ---------------- | ------ |
| 1     | Vereinigte Staaten | Ben Tollerene | 840.000          | 350    |
| 2     | Vereinigte Staaten | Cary Katz     | 360.000          | 245    |

## British Poker Championship

### Punktesystem
Die Spieler sammelten bei jeder Geldplatzierungen nach dem folgenden Schema Punkte:
| Platz | Turniere 1–9 | Main Event |
| ----- | ------------ | ---------- |
| 1     | 200          | 350        |
| 2     | 140          | 245        |
| 3     | 100          | 175        |
| 4     | 080          | 140        |
| 5     | 060          | 105        |
| +6+   | 040          | 070        |

### Endstand

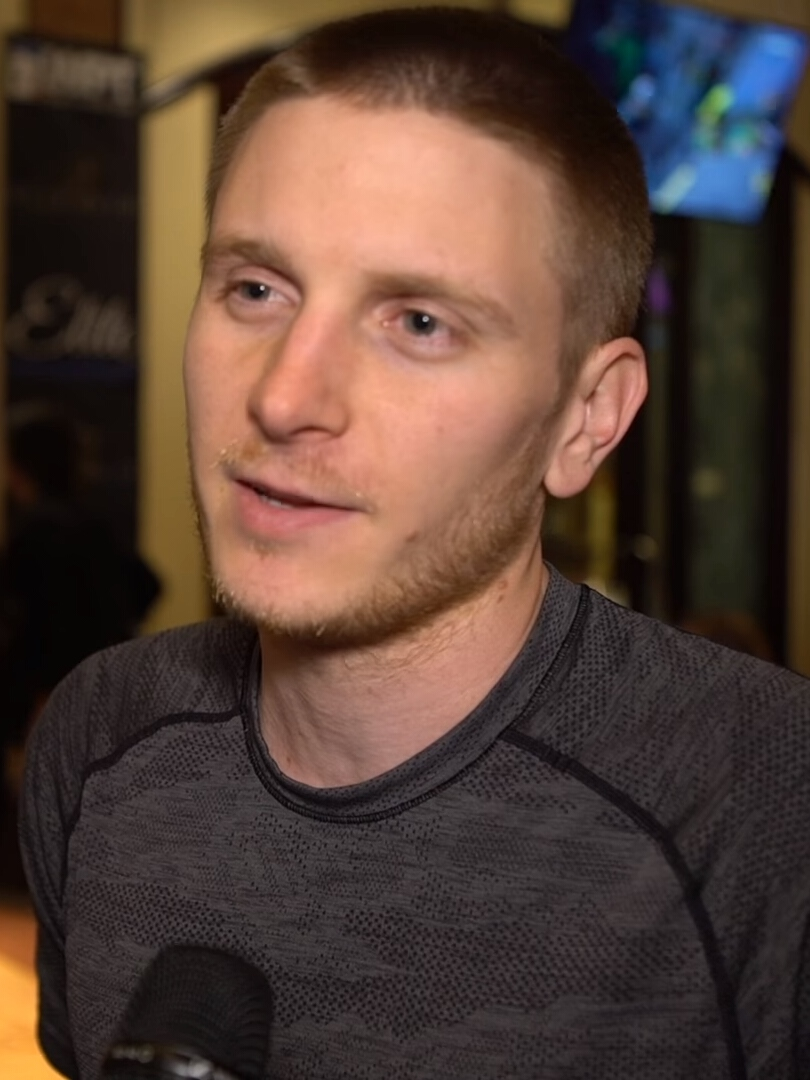
Sam Soverel (2018)

Bei Punktgleichheit war das gewonnene Preisgeld maßgeblich. Sieger Sam Soverel platzierte sich fünfmal in den Geldrängen und gewann das fünfte und achte Event.
| Platz | Herkunft               | Spieler             | Punkte | Preisgeld (in £) | Cashes | Siege |
| ----- | ---------------------- | ------------------- | ------ | ---------------- | ------ | ----- |
| 1     | Vereinigte Staaten     | Sam Soverel         | 780    | 788.700          | 5      | 2     |
| 2     | Vereinigtes Konigreich | Stephen Chidwick    | 420    | 343.500          | 4      | 1     |
| 3     | Vereinigte Staaten     | Cary Katz           | 365    | 411.600          | 3      | 0     |
| 4     | Vereinigte Staaten     | Ben Tollerene       | 350    | 840.000          | 1      | 1     |
| 5     | Vereinigte Staaten     | George Wolff        | 340    | 232.500          | 2      | 1     |
| 6     | Belarus                | Mikita Badsjakouski | 280    | 532.000          | 2      | 1     |
| 7     | Vereinigte Staaten     | Steve O’Dwyer       | 280    | 170.300          | 2      | 0     |
| 8     | Kanada                 | Sam Greenwood       | 260    | 147.200          | 2      | 1     |
| 9     | Schweden               | Robert Flink        | 240    | 108.800          | 2      | 0     |
| 10    | Spanien                | Sergi Reixach       | 200    | 253.000          | 1      | 1     |